# Odén

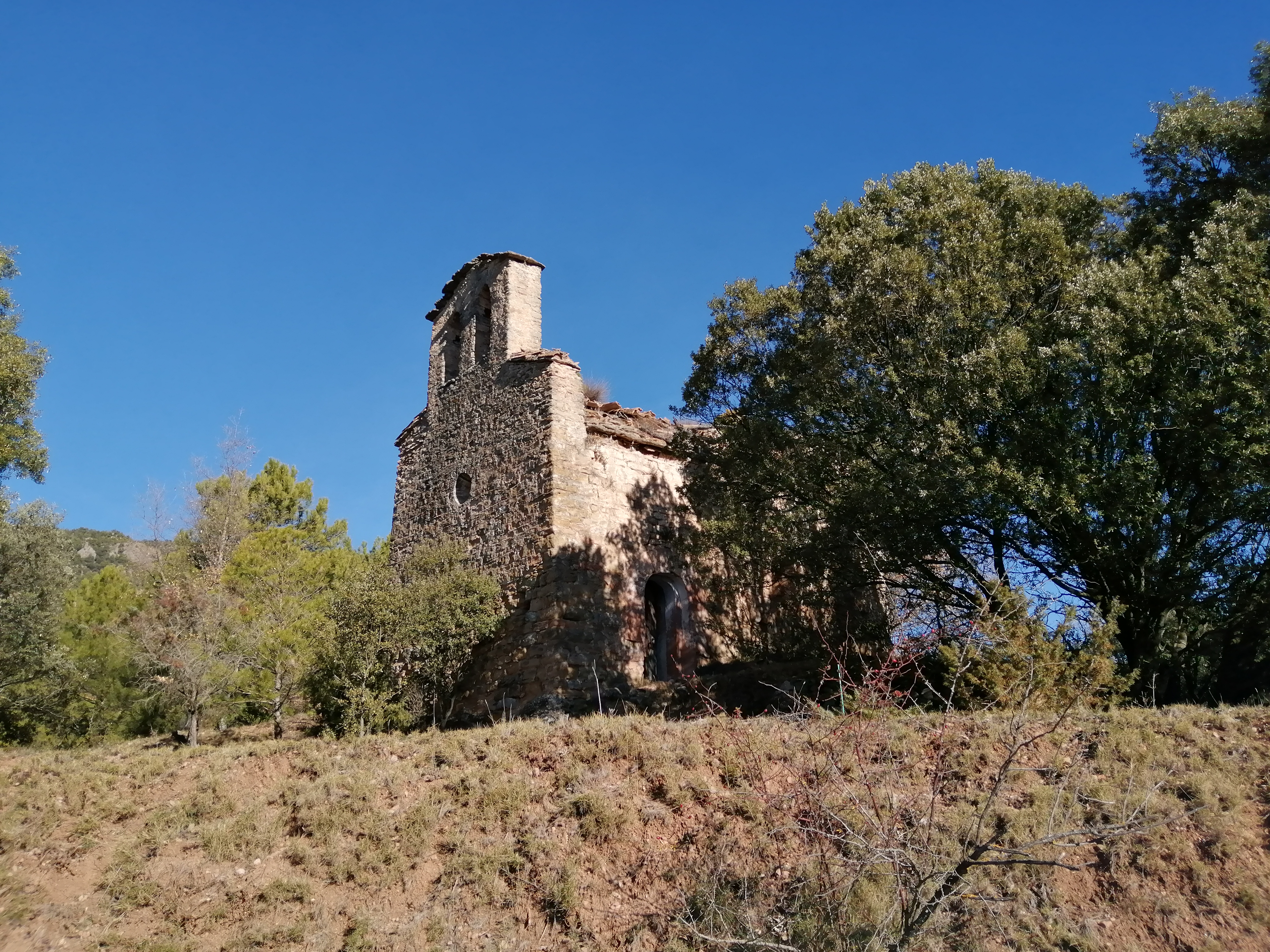
Ermita de Santa Eugenia de Mora Comtal

Odén (oficialmente y en catalán, Odèn) es un municipio español de la provincia de Lérida, situado en la comarca del Solsonés, al noroeste de la capital comarcal y en el límite con la del Alto Urgel. Comprende también los núcleos de Cambrils (popularmente conocido como Cambrils de los Pirineos para diferenciarlo de la ciudad de Cambrils (provincia de Tarragona) y La Valldan. En Cambrils de los Pirineos se halla la Casa de la Vila, sede del Ayuntamiento de Odén; así como los restos del castillo medieval y de la iglesia parroquial. Con 50 habitantes, Cambrils es el principal núcleo habitado y se le puede catalogar com el núcleo principal, y el municipio se diversifica alrededor de muchas masías.

Término municipal de Odén

## Etimología
La etimología del topónimo "Odèn" es incierta, a pesar de que muy probablemente es prerromana (ibérica o vascuense). En el acta de consagración de la catedral de Seo de Urgel (en el año 839) aparece escrito Odden. Según el Diccionario catalán-valenciano-balear, Meyer-*Lübke lo incluye entre los nombres que traen el sufijo ibérico -en (*BDC, XI, 6); según Menéndez Pidal (*Topon. 139), quizás viene del latín Audus sufijado con -ēnu-.
En un mapa publicado a Roma en 1690 aparece escrito Auden.

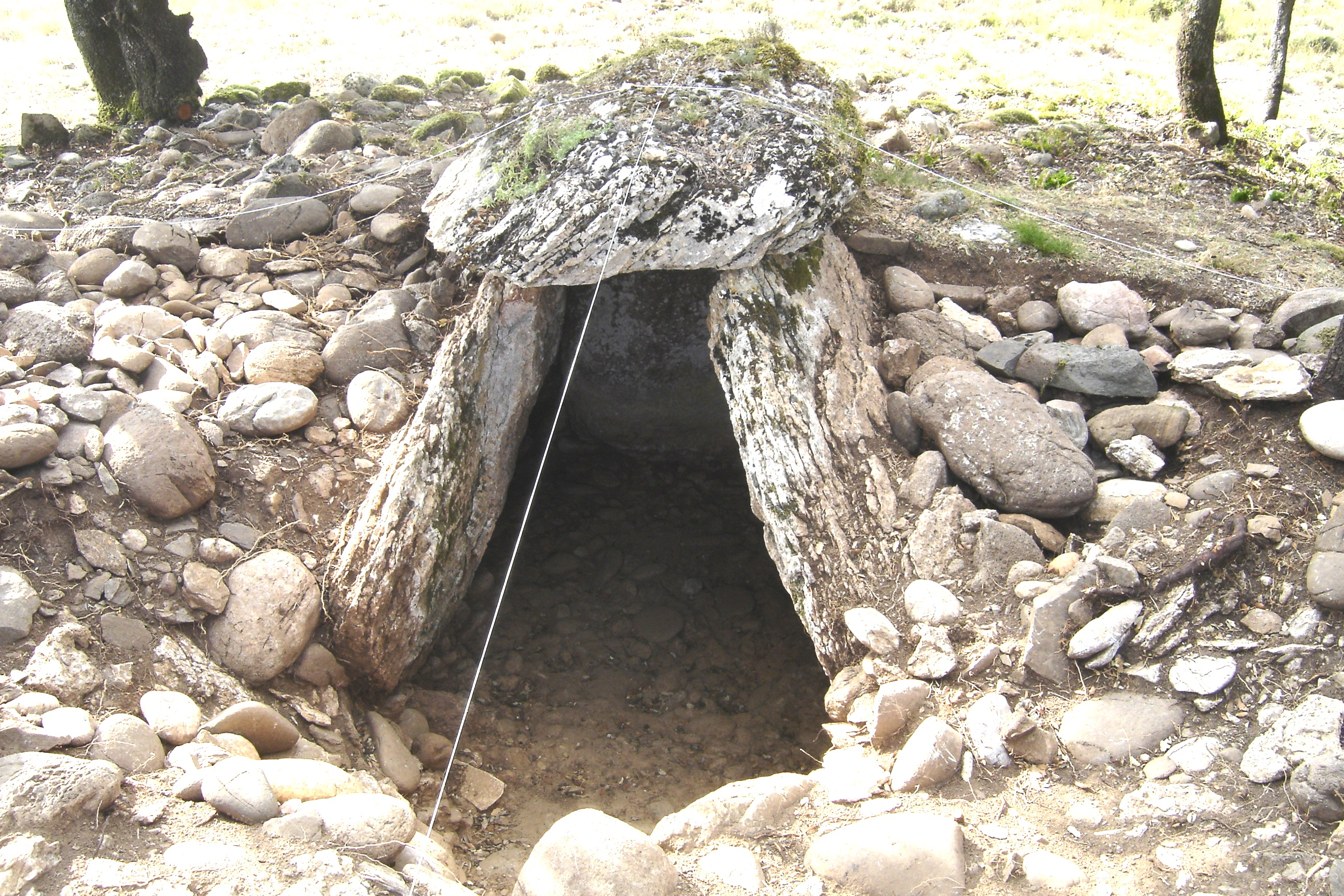
Restos arqueológicos de la Caixa del Moro (la caja del Moro), del término municipal de Odén (Solsones)

## Geografía
El municipio comprende un conglomerados de pequeños y antiguos términos y cuadras medievales, con pueblos como Odèn, de cuyo nombre adopta el actual municipio, Cambrils y la Valldan, las aldeas de Canalda, el Montnou, Llinas y el Racò, y los antiguos pueblos del Sàlzer y la Mora Comdal. 
- Superficie: 114,40 km cuadrados.
- Situación y límites: el municipio de Odèn, el tercero más extenso de la comarca. Se encuentra al noroeste de la comarca del Solsonés. Sus límites son:

- Norte: con el municipio de Fígols y Aliñá (Alto Urgel).
- Este: con Pedra y Coma, Guixes y Navés.
- Sur: con Lladurs y Castellar de la Ribera
- Oeste: con Oliana (Alto Urgel).

### Comunicaciones
La parte norte del municipio, al pie de la sierra de Odén, es atravesado por la carretera local que comunica Berga con la C-14 por San Lorenzo de Morúnys. Una gran parte del término es ocupado por montes páramos, prados y bosques.

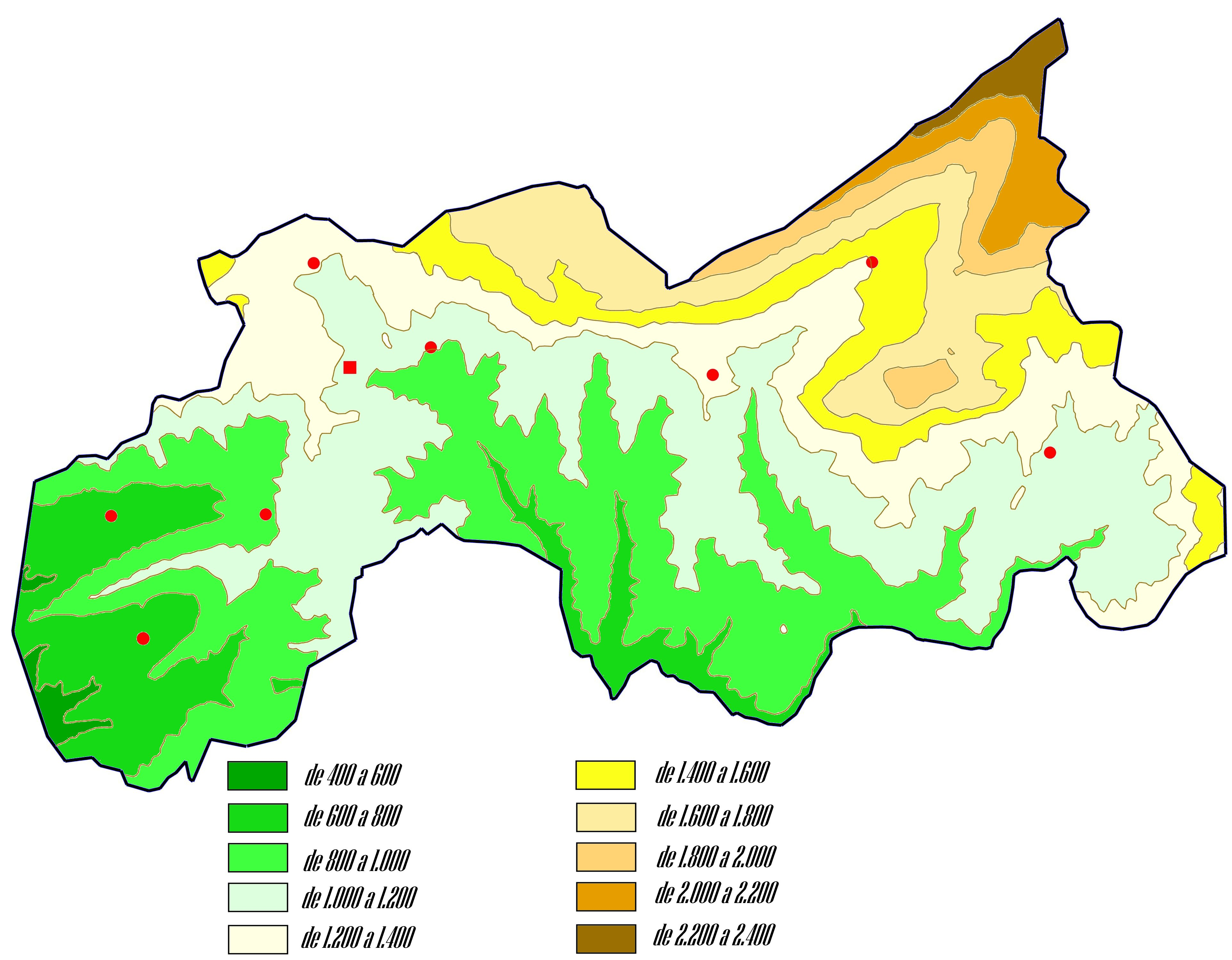
Mapa orográfico

### Orografía
Es un territorio bastante accidentado y excepto en la parte de poniente del municipio, con una acusada inclinación norteña al sur que va de cerca de los 2400 m de altitud del Pedró dels Quatre Batlles (Pedrusco de los Cuatro Alcaldes) hasta los 641 m de Aigüesjuntes o los 532 m, de altitud que logra en la zanja de la Valldan, al salir del término municipal.
Al rincón nororiental se levanta la parte oriental de la sierra de Puerto del Conte que se prolonga hacia el oeste mediante la sierra de Campelles. Desde ellas arrancan, como un tipo de contrafuertes, una serie de cordilleras de dirección preponderante norte-sur que bajan hasta la Riera de Canalda, a la frontera sur del término. A la banda oriental, pero, se abren dos valles que vierten sus aguas directamente al río Segre y que, por lo tanto, presentan un descenso del este hacia el oeste. Ambos valles (La Valldan al sur y la de la Mora Comdal al norte), se encuentran separadas del resto del municipio por la Sierra Seca.

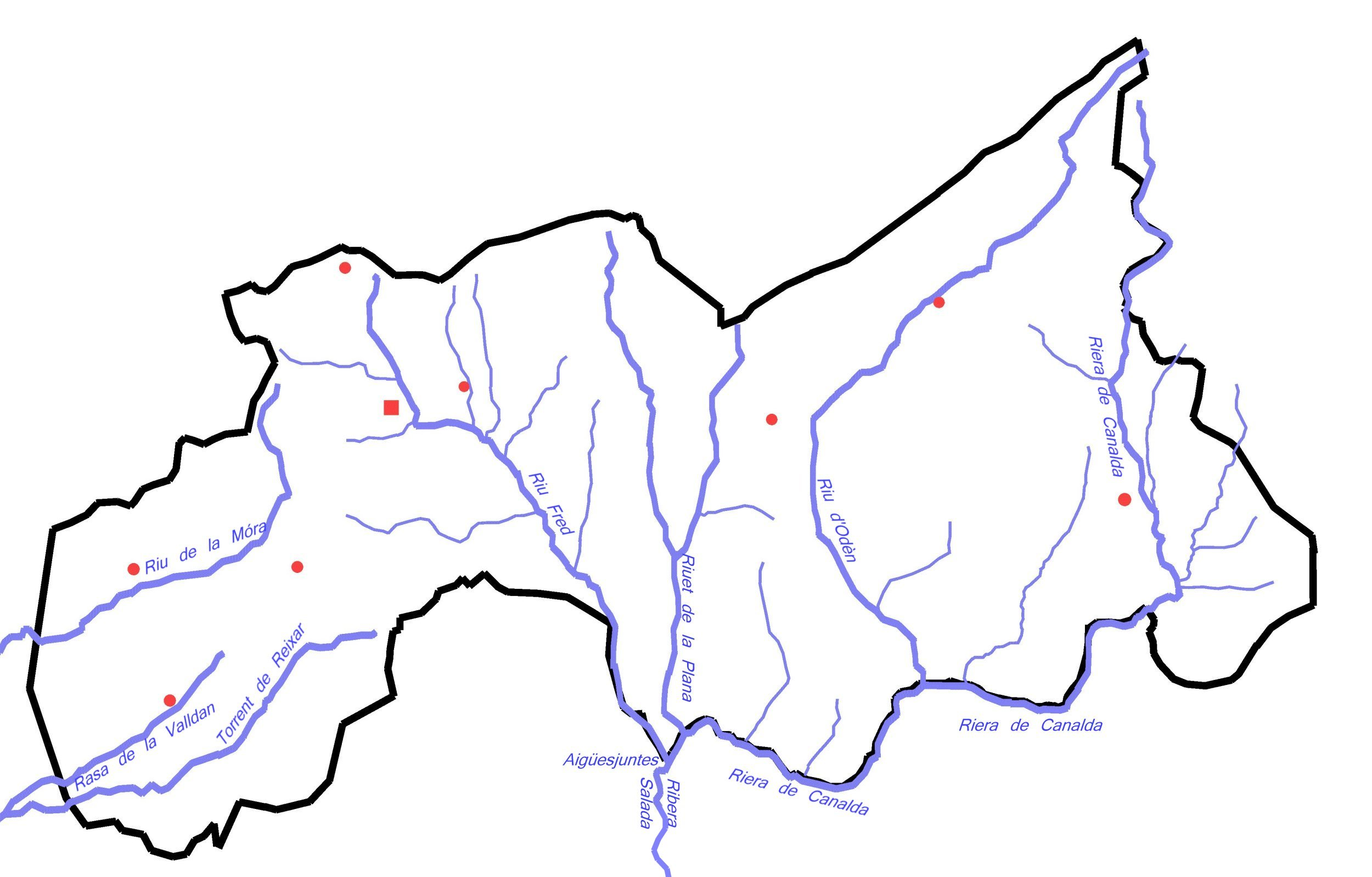
Mapa hidrográficio.

### Hidrografía
Buena parte de su término municipal comprende la cabecera de la Ribera Salada. Nace cerca de Llinas, en el lugar llamado la fuente Salada, la riera de la Ribera Salada, que deja a la derecha la iglesia parroquial de San Martín, pasa por el molino de Cambrils (donde hay un salto de agua) y por el molino de la Sal (o salino de Cambrils ), donde preparaban la sal recogida por evaporación a lo largo del río. La sal de Cambrils ha sido muy utilizada para el ganado de la zona pirenaica. La cabecera de la Ribera Salada está constituida por el Río Fred, el Riuet de la Plana, el Río de Odèn y la Riera de Canalda. 

Los pueblos de Sàlzer, La Valldan y la Mora Comdal desaguan sus aguas directamente al río Segre.
Las principales corrientes fluviales de la parte oriental del municipio son el Río de la Mora, la zanja de la Valldan y el torrente de Reixar.

## Geografía humana

### Demografía
Cuenta con una población de 230 habitantes (INE 2024).
| Gráfica de evolución demográfica de Odén entre 1842 y 2021 |
| |
| Población de derecho según los censos de población del INE Población de hecho según los censos de población del INEEn estos censos se denominaba Odén: 1842, 1857, 1860, 1877, 1887, 1897, 1900, 1910, 1920, 1930, 1940, 1950, 1960, 1970 y 1981 Entre el censo de 1857 y el anterior, crece el término del municipio porque incorpora a 255021 (Ansias), 255083 (Cambrils), 255085 (Canalda), 255264 (Mora Condal y Salis), 255378 (Valldany) |

## Educación
Durante el año 2000 se clausuró la única escuela de enseñanza primaria del municipio que estaba ubicada en el núcleo de Cambrils.

## Historia

### Cambrils
La zona occidental del municipio es donde se halla el antiguo término y parroquia de Cambrils, formado por pequeños grupos de casas y masías esparcidas. En el denominado "Cambrils de los Pirineos" hay unas casas nuevas y el hostal, y al sud sobre un montículo están las ruinas del antiguo castillo de Cambrils, la jurisdicción civil y criminal del cual fue del vizcondado (después condado y ducado) de Cardona, encuadrado dentro de la "batllía" de Solsona; la antigua iglesia románica se encuentra en proceso de ruina. Cerca suyo hay la actual iglesia parroquial de Sant Martí de Cambrils, mencionada ya el 839, edificio del siglo XVII, y unas cuántas casas vecinas. Cambrils (50 habitantes), es el núcleo habitado más importante del municipio de Odén, donde se halla la casa consistorial, celebra la fiesta mayor el primer domingo de octubre, por el Rosario, y el patrón del pueblo, Santo Martí, el domingo después del 11 de diciembre.

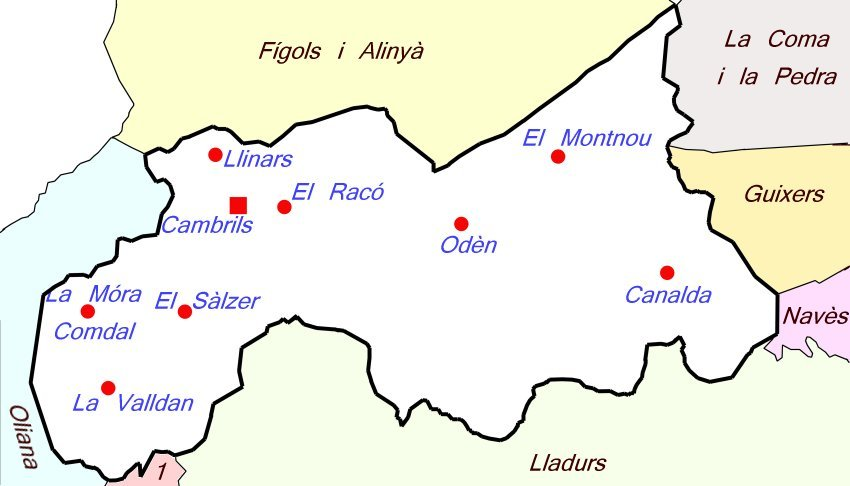
Núcleos de población.

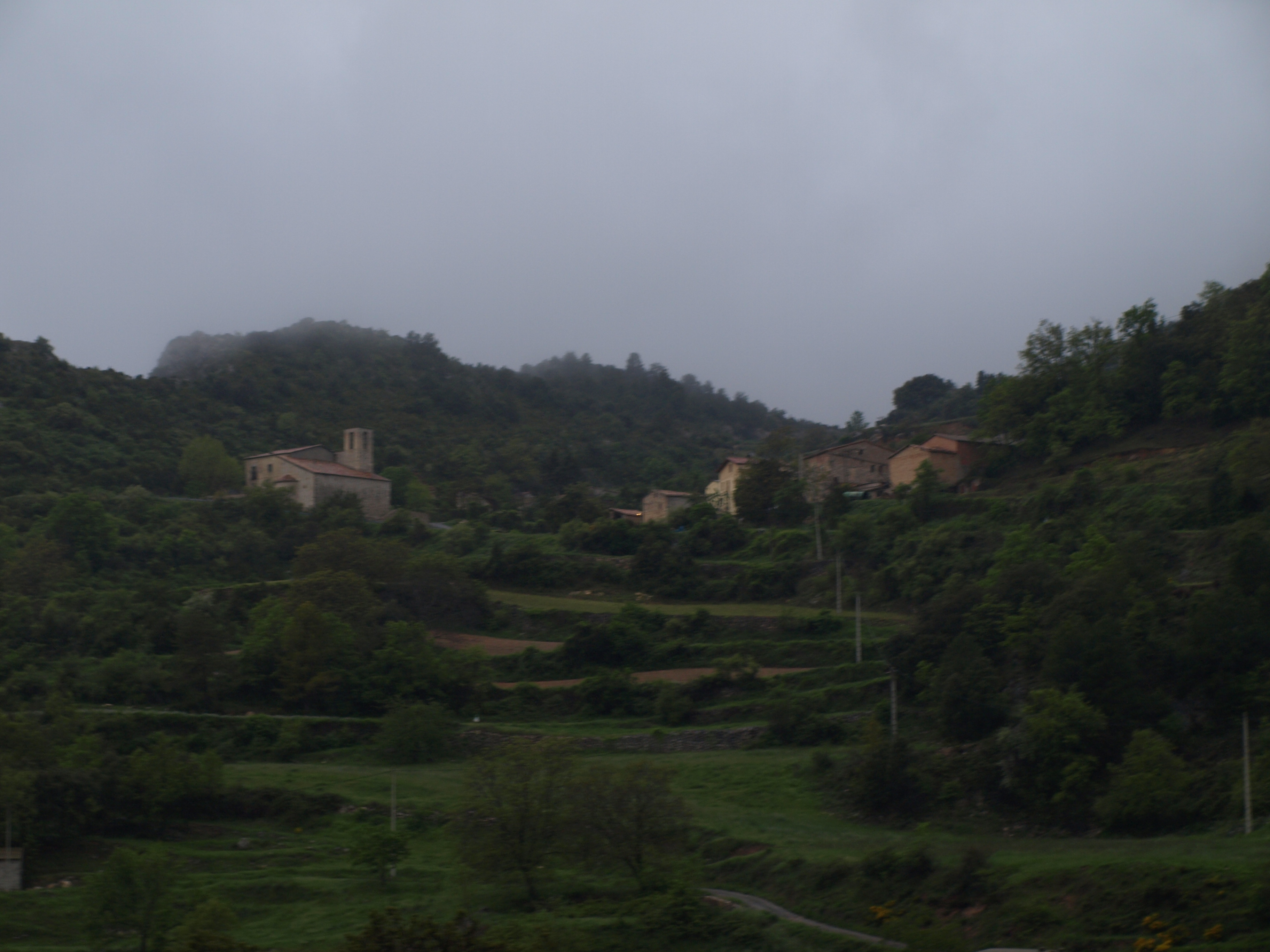
Parte del núcleo de Cambrils de los Pirineos.

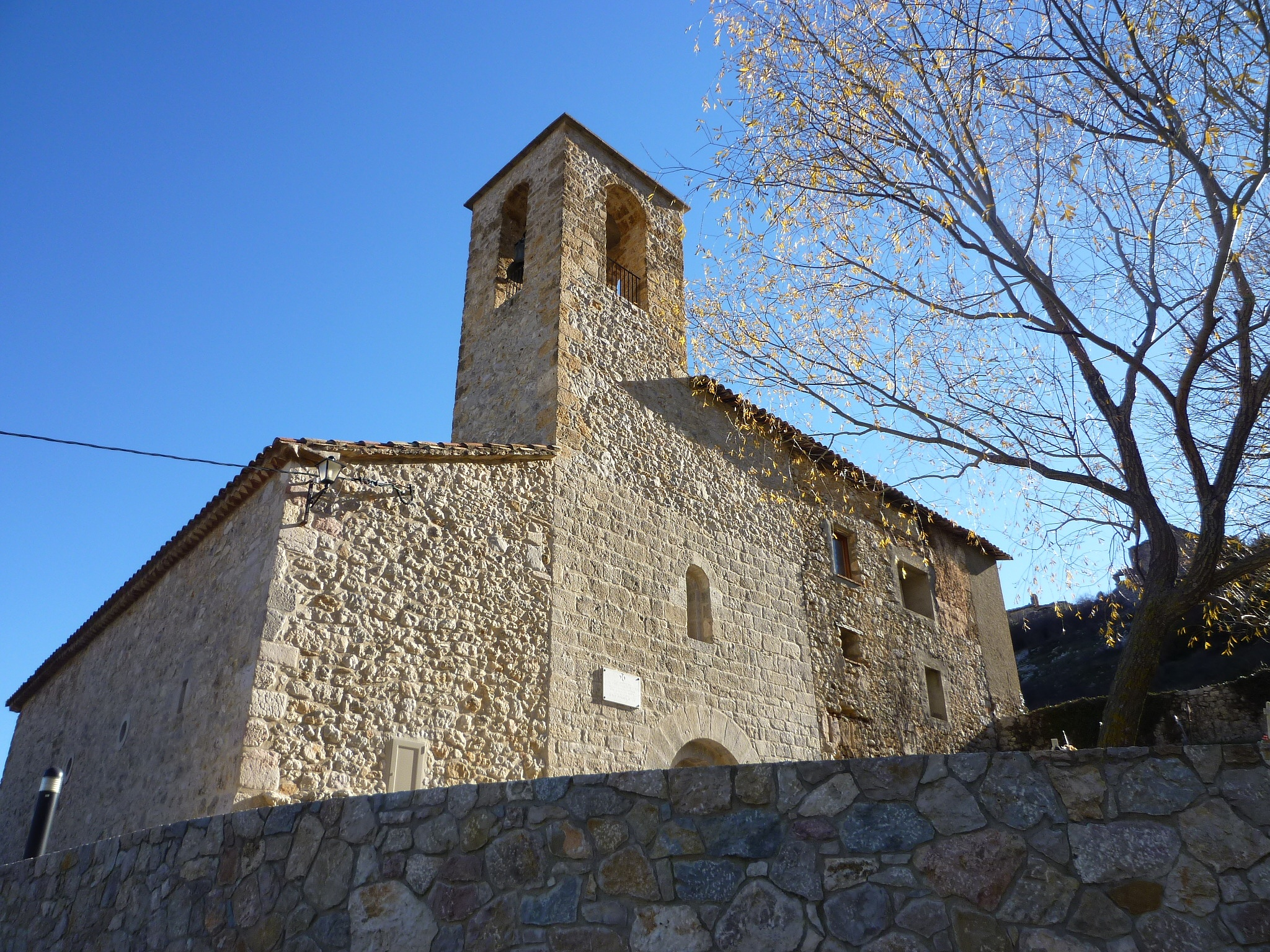
iglesia parroquial de Sant Martí de Cambrils.

### El Racó
Con 17 habitantes en el 2005, en esta aldea está la capilla de Santa Bàrbara, edificio del siglo XVII. También la pequeña iglesia románica de Sant Quinté, sin culto y ruinosa. 

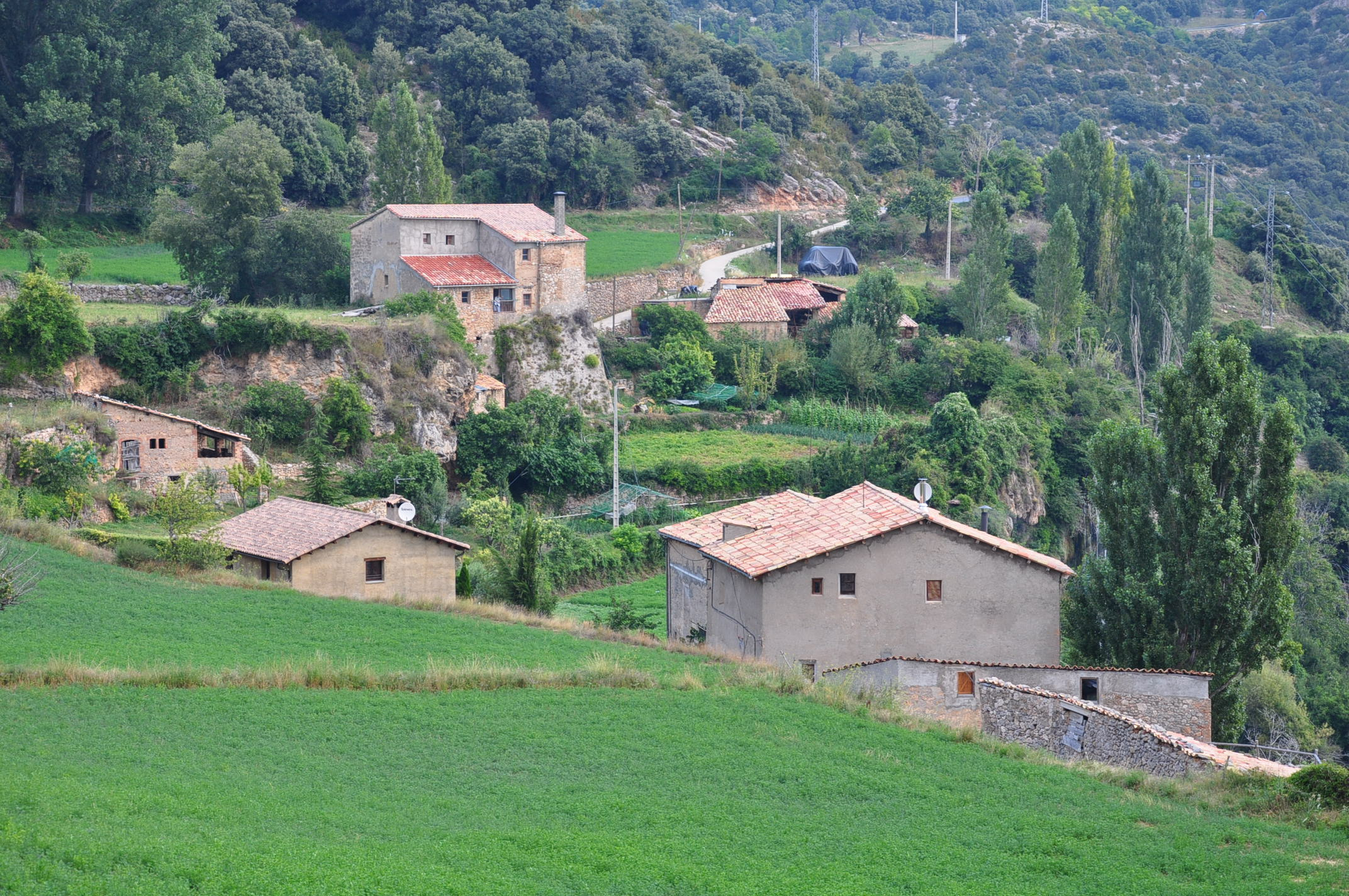
Núcleo de El Racó.

### Ribera Salada
Allí se aprovecha un salto de agua para una pequeña central eléctrica que daba luz al sector.

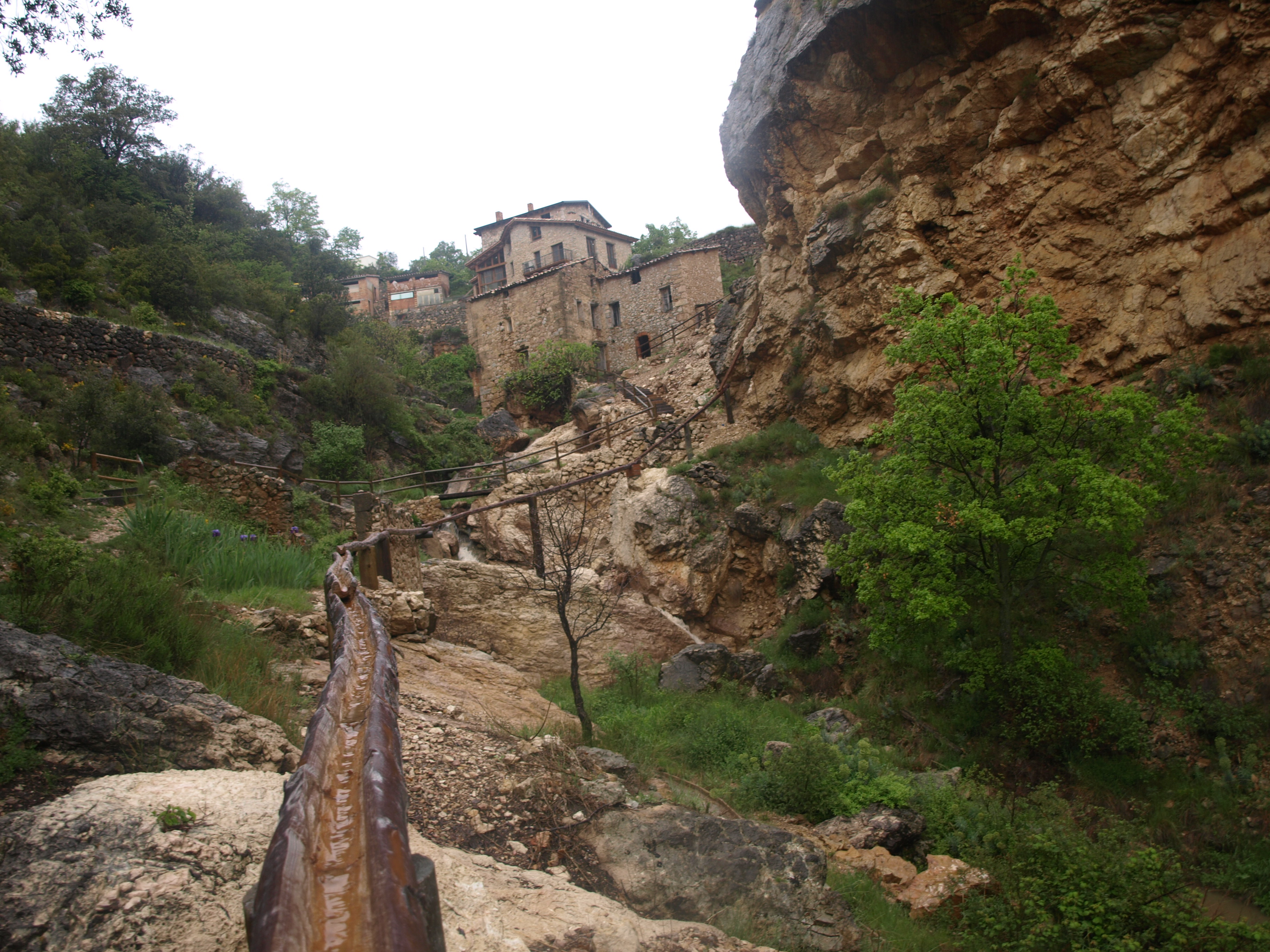
Molino de Cambrils.

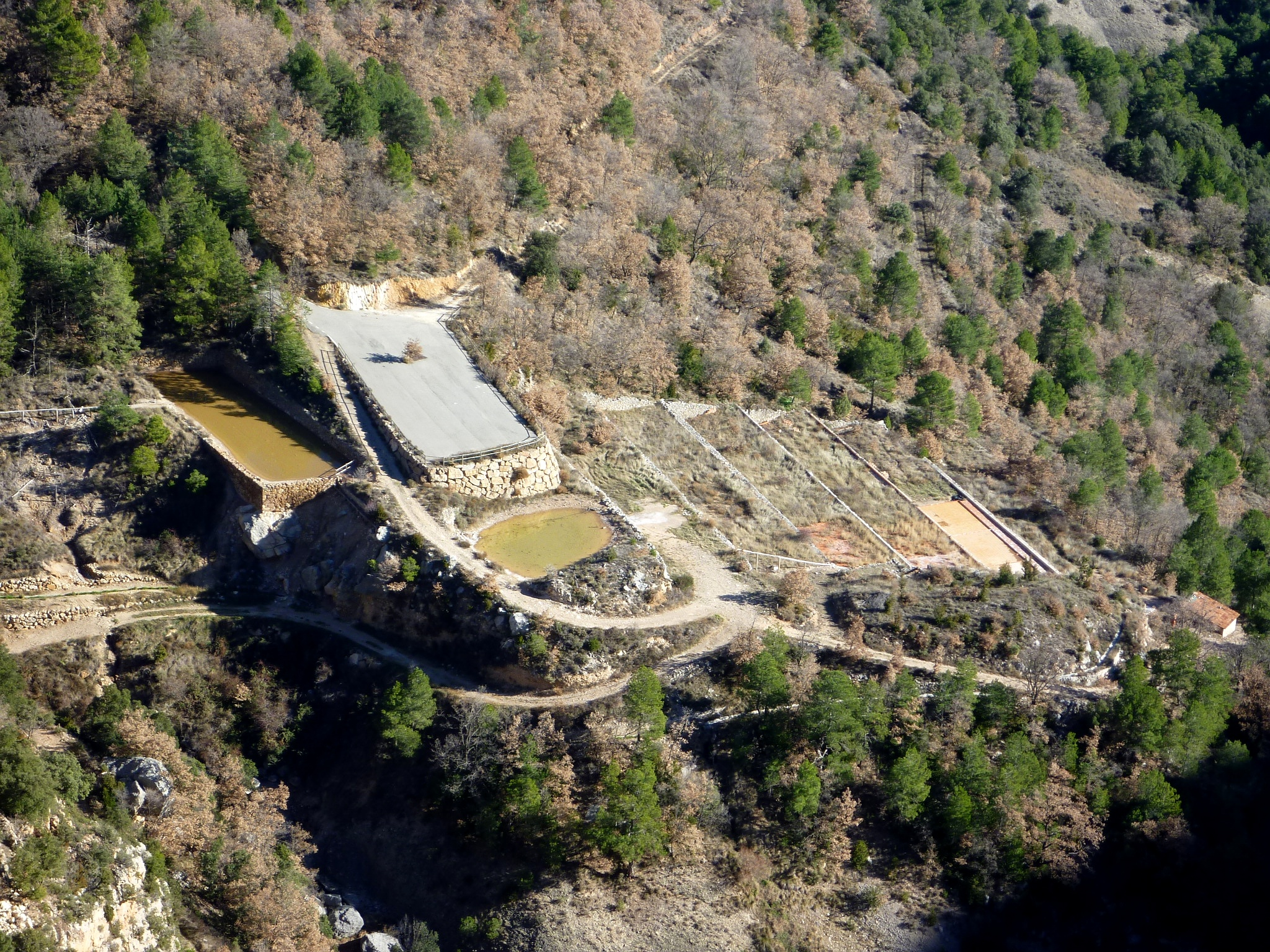
Antiguas salinas de Cambrils.

### Llinars
Más hacia el Oeste, cerca de la carretera, y pasado el puerto de montaña de Santa Pelaya que atraviesa la carretera en Organyà, hay la aldea de Llinars (58 h), dominado por levante por el tozal de Cambrils.

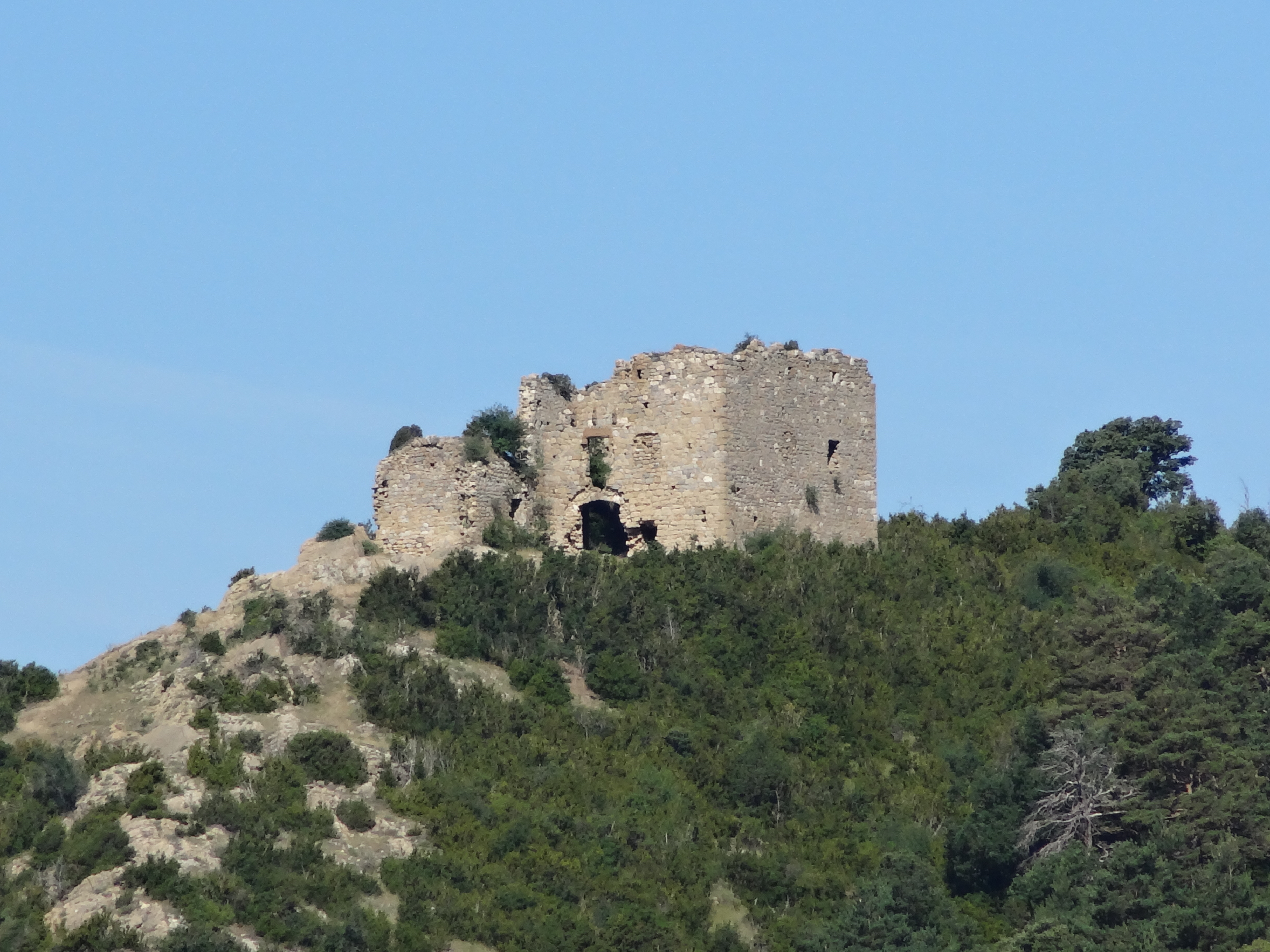
Castillo de Odén.

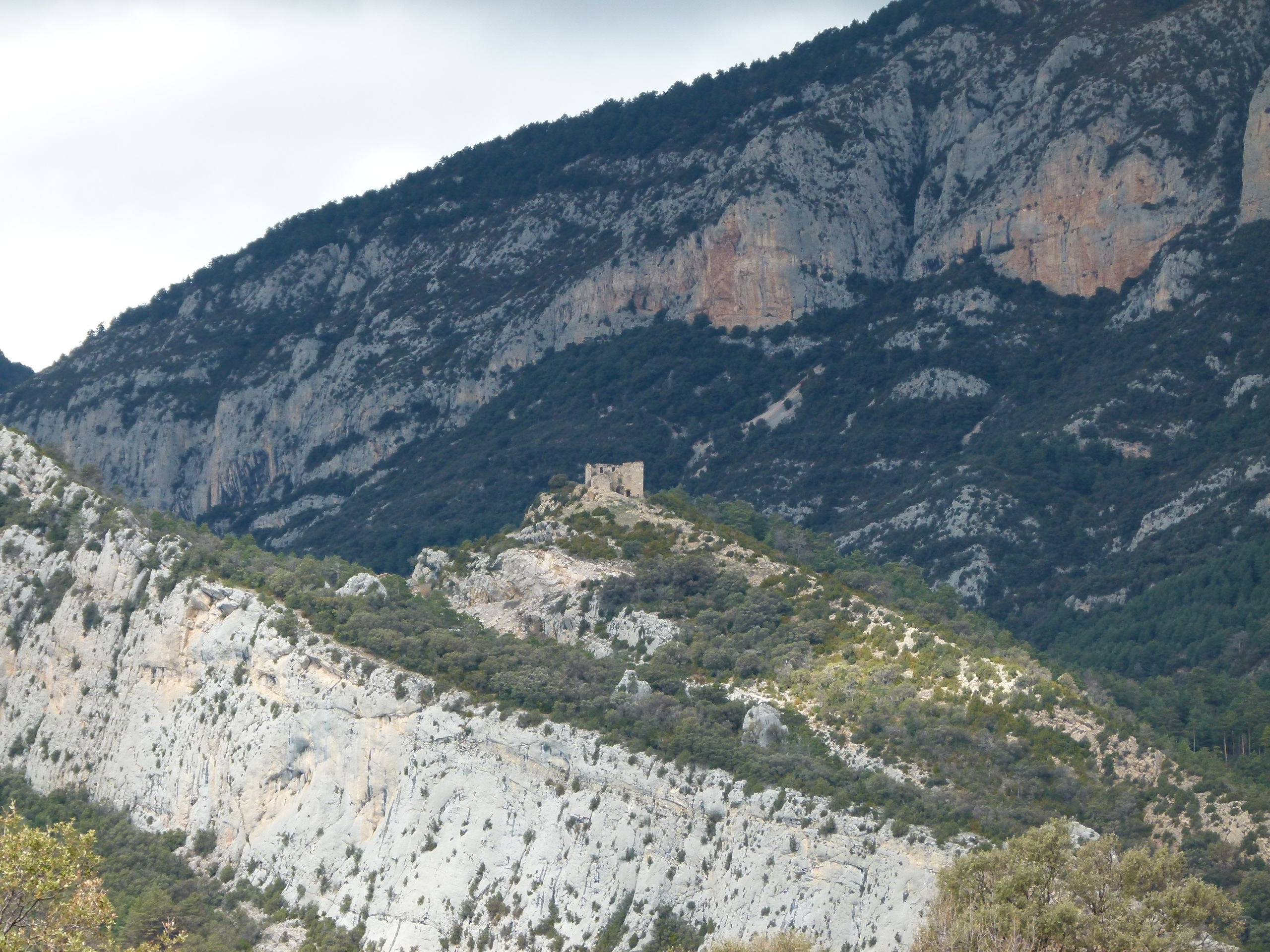
Castillo de Odén.

### Odén
El pueblo de Odèn (18 habitantes en el año 2005), está situado a 1291 m de altitud, y está formado por un conjunto de masías diseminadas, entre las cuales destaca Orrit. La iglesia parroquial de Santa Cecília de Odèn, mencionada ya el año 839, se levanta al pie de la sierra de Odén, bajo los restos del antiguo castillo de Odén, que da nombre al municipio. Este castillo es mencionado ya el 839 y formó parte del condado de Urgel. Consta que el conde Armengol VI de Urgel dejó en prenda en el 1116 a Miró Arnau las franquezas que tenía en este castillo y término. Miró Arnau, con su mujer Guilla y sus hijos, cedió el castillo y la iglesia a Santa María de Solsona en el 1134, y desde entonces hasta la desamortización fue del dominio de los pabordes de Solsona y después de la comunidad de canónigos. La comunidad nombraba el alcalde, que a menudo era de la masía del Call de Odèn, vecina al castillo. En el 1621 se hizo restaurar el castillo con el tercio de las ventas de tierra que había cobrado el alcalde anterior, apellidado Valletbò. La posterior jurisdicción del castillo de Odèn fue, traspasada a la casa de Cardona.

### La Valldan, la Mora Comdal, el Sàlzer y el Montnou
El sector sur-occidental del término es donde hallamos estos cuatro poblados, donde en el cual las aguas vierten en el río Segre. 
la Valldan: en la parte central del pueblecito de la Valldan está la iglesia parroquial de Sant Just y Sant Pastor, mencionada ya en el año 839 con la denominació de la Valle de Han. La fiesta mayor de la Valldan se celebra por la Ascensión. 
la Mora Comdal: al norte de la Valldan, es donde hallamos la parroquia de Santa Eugenia de la Mora Comdal, que dependía de la de las Anoves (Oliana). Ambos términos fueron de la señoría del capítulo de la Seo de Urgel.

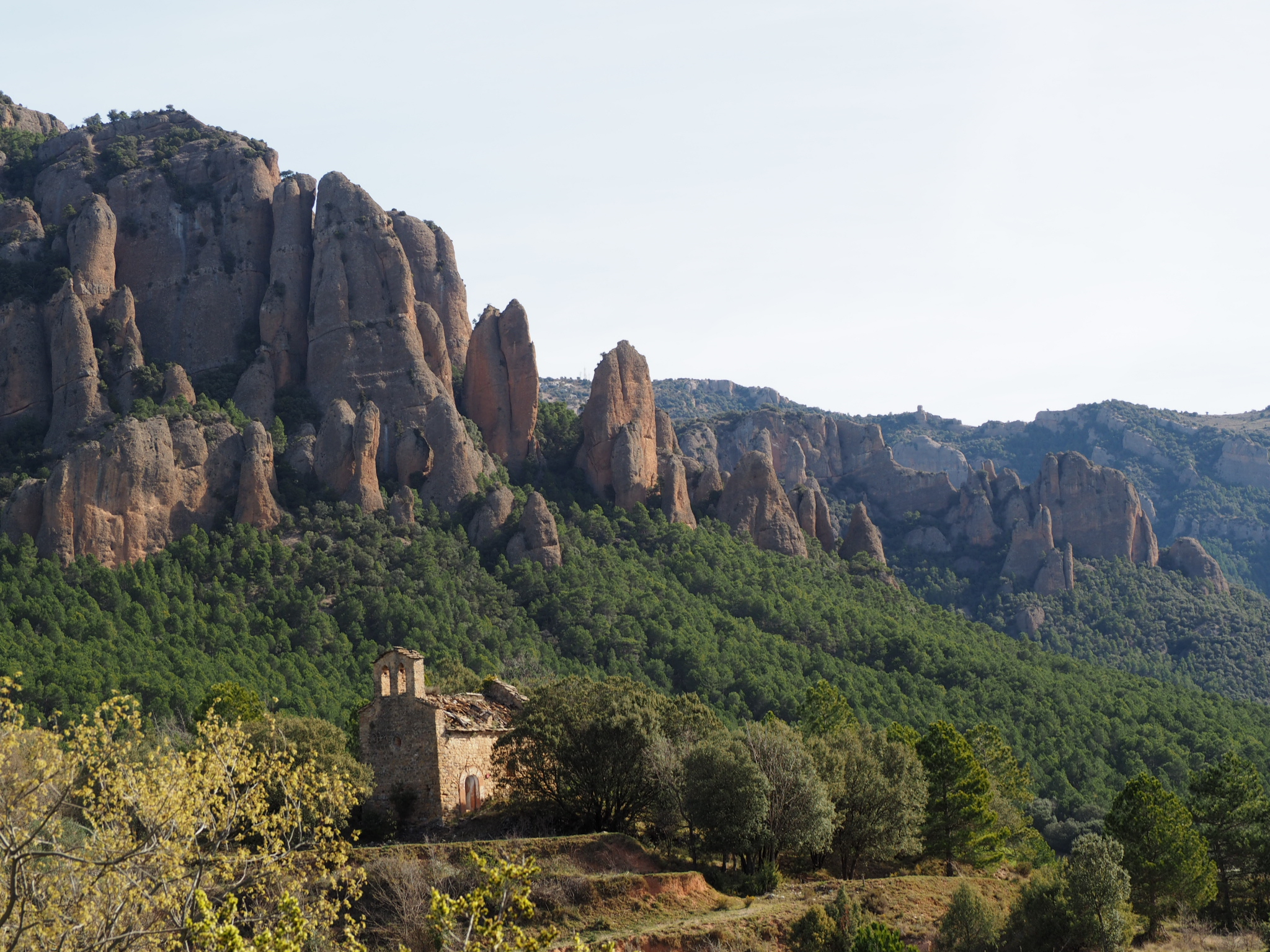
Santa Eugenia de la Mòra Comdal.

El Sàlzer: 4 habitantes, al NE, a de la Valldan, formó en el siglo XIX un municipio con el nombre de la Mora Comdal y Sàlzer (la Valldan también formó municipio independiente). 
El Montnou: con 59 hab., es un grupo de casas diseminadas situadas al pie de la carretera que va de Odén en San Lorenzo de Morúnys, a 1 km de Odén, a la izquierda, en el valle del mismo nombre.

### Canalda, Encies y Soler de Dalt
En la zona oriental del término municipal corresponde a los antiguos territorios de Canalda y de Encies, situados al pie de las vertientes meridionales de Puerto del Comte, y drenados por la riera de Canalda, que afluye a la Ribera Salada hacia el extremo meridional del municipio.
Canalda (37 hab.) es formada por casas agrupadas; celebra la fiesta mayor por la Virgen María de la Merced. Fueron barones de Canalda los señores de Santa Fe y de Vergós Guerreado (apellidados Galceran en el siglo XIII).

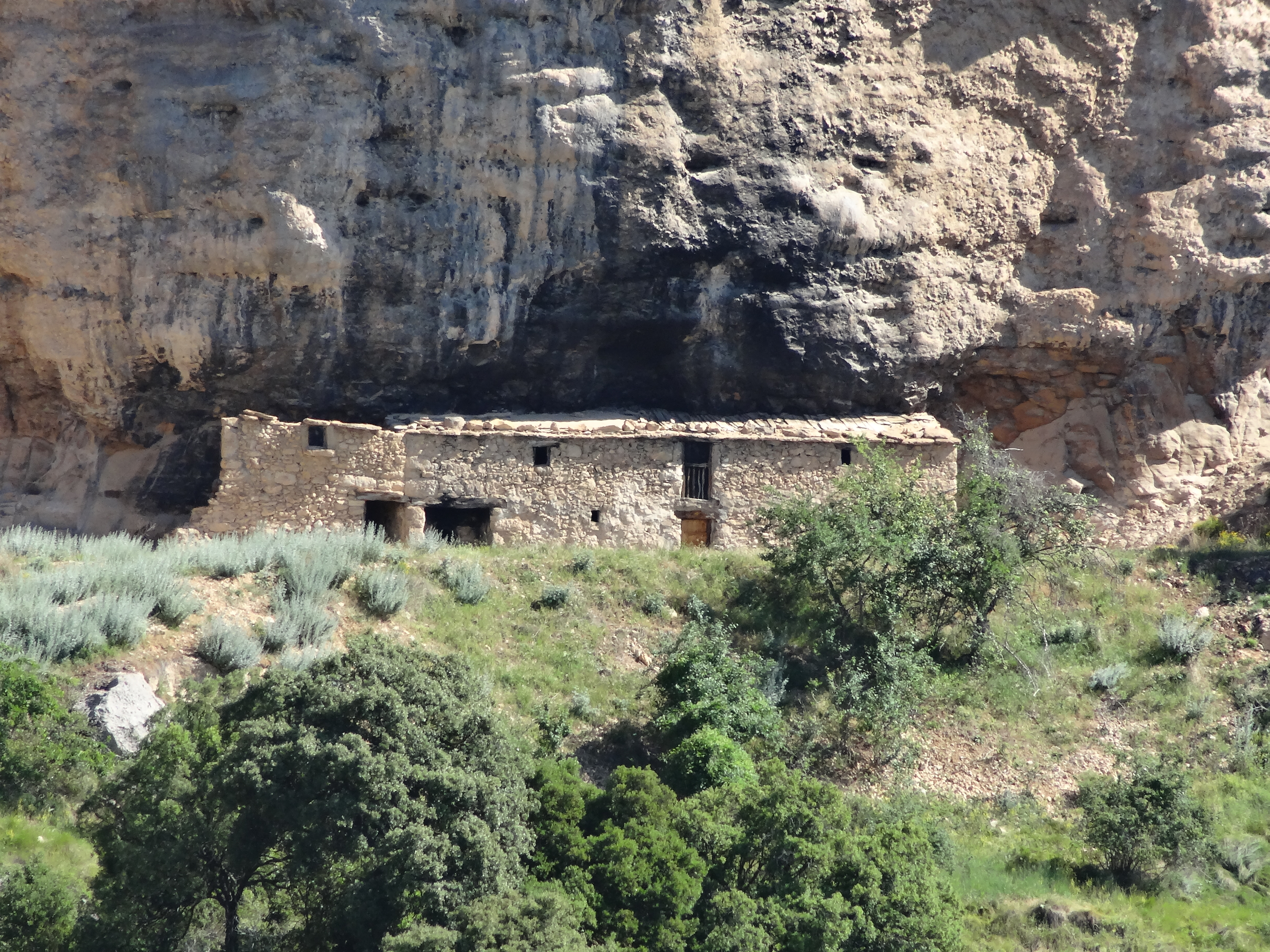
Ca la Rita, Canalda.

Encies es una masía habitada temporalmente.La iglesia parroquial de Sant Julià de Canalda, de origen románico (siglo XII), ya consta mencionada también en año 839, y el obispo Nantigis la consagró el 901 de nuevo. Los señores feudales fueron a su vez los Rovira de San Lorenzo de Morúnys, pero ambas jurisdicciones estuvieron por sometida a la jurisdicción criminal de los Cardona, dentro del bailiazgo de Solsona.

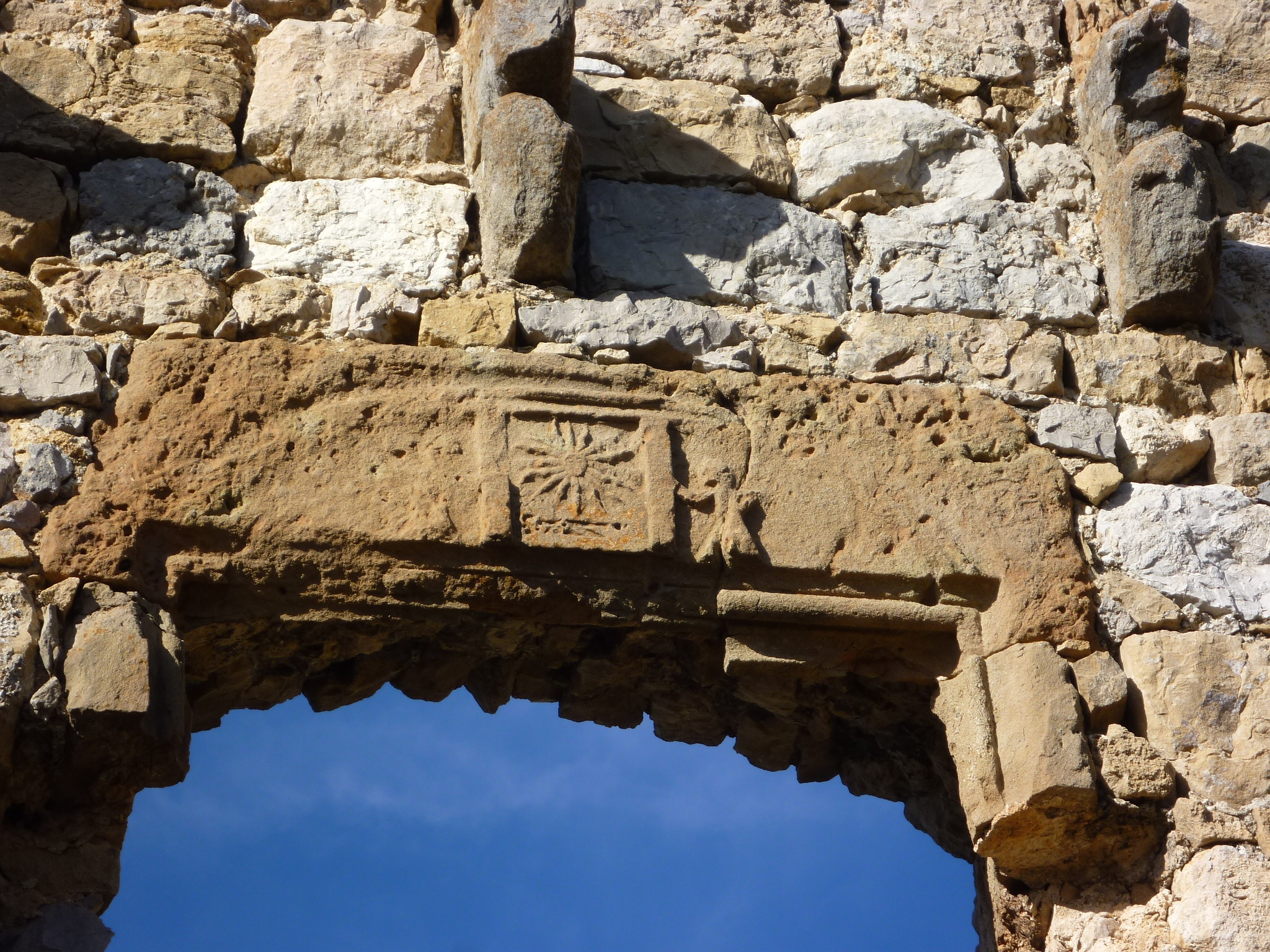
Castillo de Odén.

Soler de Dalt: en sus proximidades y a las monte del Puig Sobirà, hay numerosas cuevas o que fueran ya habitadas en tiempos protohistóricos; y alguna cueva fortificada en época medieval, como la llamada cueva de los Moros. Cerca del Mas de Soler de Dalt está la iglesia de Sant Miquel, del siglo XII, que tiene la característica de ser de vuelta de arranque gótico y que conserva todavía la cubierta de losas.

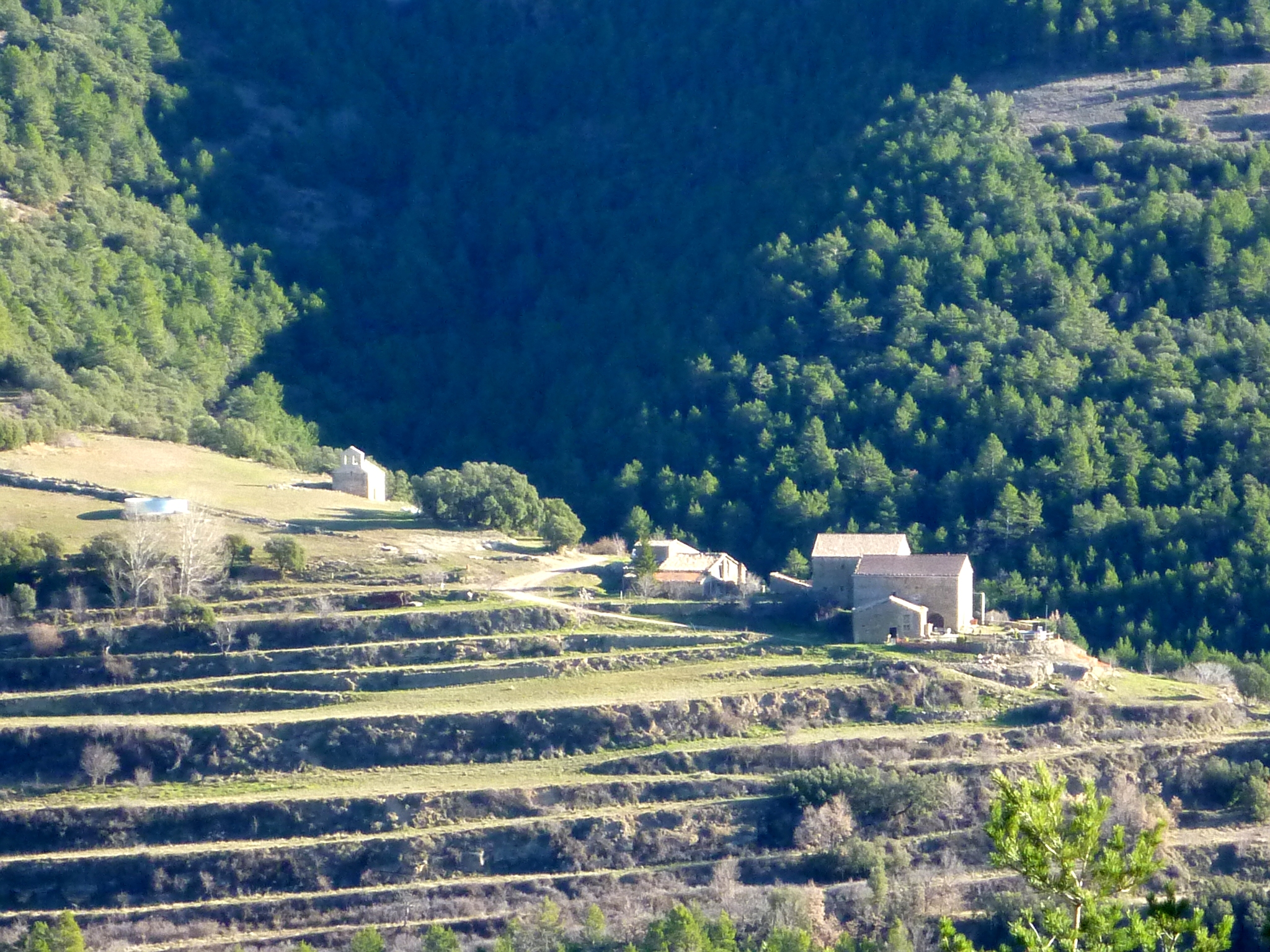
Soler de dalt.

## Las Salinas de Cambrils
El dato más curioso es que se trata de las únicas salinas de montaña de toda Cataluña, y de las pocas continentales,
dado que la gran mayoría de salinas son de valle o aprovechadas al mar en las marismas.

### Ubicación geológica
Estas Salinas (el Salí de Cambrils, en catalán) se sitúan al frente de uno de los cabalgamientos pirenaicos: el Manto de corrimiento del Cadí – Port del Compte, de forma específica en la lámina de la sierra de Odén. Los materiales triásicos del Keuper han servido como lubricante en estos cabalgamientos. Y la circulación de aguas superficiales a través de ellos ha ido disolviendo la sal, haciendo posible esta pequeña industria a partir del recurso natural.

### Historia del Salí de Cambrils
Estas ya eran explotadas desde la Edad Media, momento en que los ganaderos y vecinos de la población de Cambrils aprovechaban la sal tanto para consumo propio como para el ganado. Sin embargo, las salinas comenzaron a funcionar a finales del siglo XVIII, siendo 1780
el primer momento en que se documentan históricamente. Según el diccionario Madoz se alude a una fuente salada que da nombre a la Ribera Salada, diciendo que «su agua está tan cargada de sal, que la empresa de este ramo mantiene cinco individuos para su elaboración».
Las salinas, tal como las conocemos actualmente, son de siglo XIX y principios del XX; si bien cronológicamente la zona les Cabanetes,
en cambio, puede ser atribuida al primer tercio XX, de la cual se dice que la construcción costó siete mil duros. De estos cien años aproximados de salinas hay tres dueños conocidos: Lorenzo Farràs, de la Seo de Urgel, los Fornesa, de Barcelona (durante dos generaciones), y Josep Roca, de Oliana. Este último es el titular de las salinas desde 1954, y en un momento dado intentó que la
explotación no fuera solamente estacional. Para ello hizo abrir una mina, con el fin de ampliar las posibilidades de extracción. Pero
el intento no tuvo éxito. Y 1963 fue el último año en que se recogió y fabricó sal en el lugar

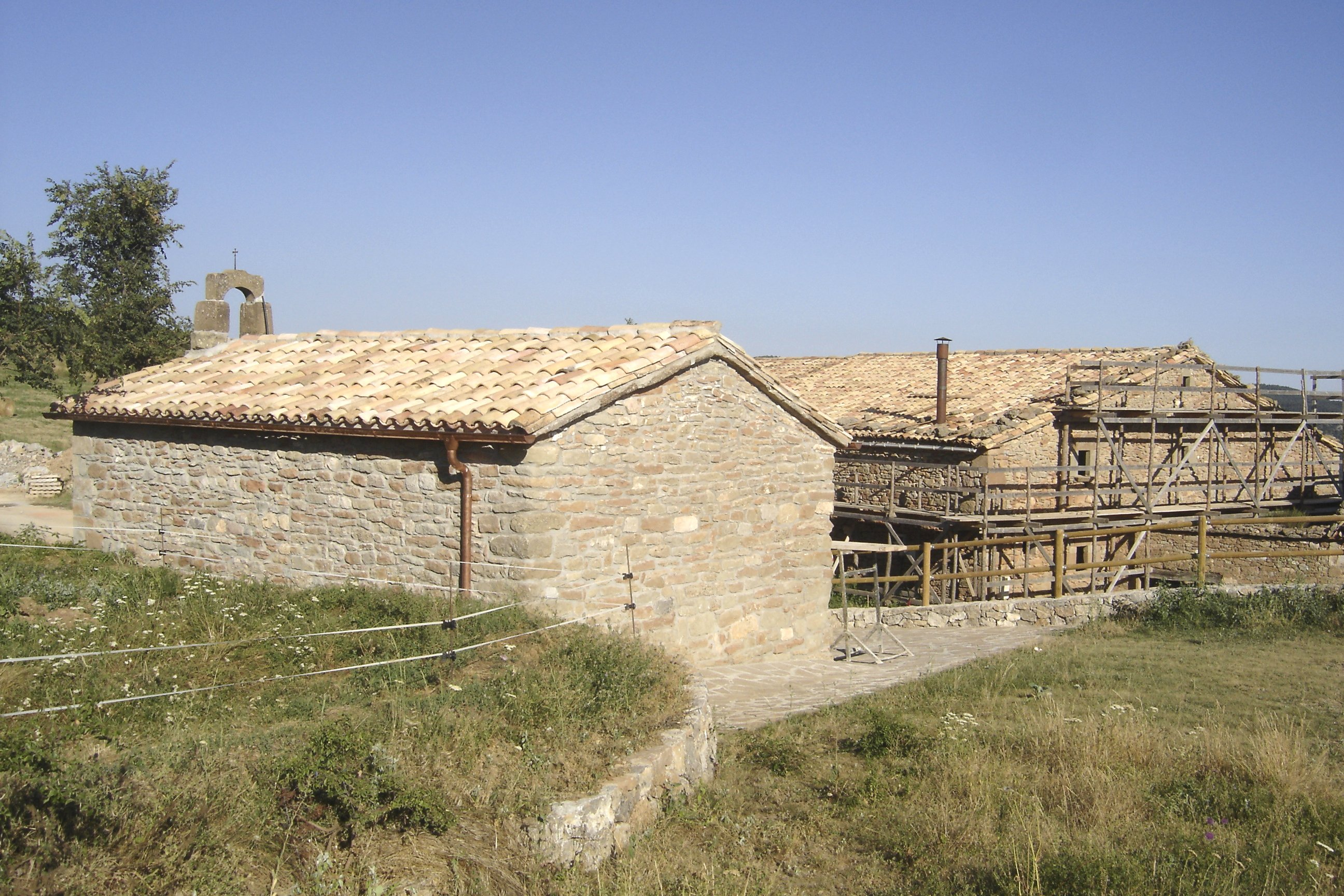
Iglesia de San Martín.

## Economía
La actividad económica del municipio se centra de manera muy destacada en el sector primario si bien en estos últimos años el turismo rural ha experimentado un considerable aumento.
La actividad agrícola y ganadera se ha mantenido y desarrollado alrededor de Cambrils, donde se ha establecido una fonda, un camping y otras casas, como también explotaciones vacunas y porcinas. 

### Agricultura
Tiene escaso peso específico dentro del sector puesto que la superficie dedicada a cultivos no llega al 10 % del territorio. Es básicamente de secano. A destacar el cultivo de patatas, denominadas trumfos (las patatas de semilla de Odèn tenían ya reconocida fama en el siglo XVI).
Hay dos cooperativas de labradores que se dedican a la comercialización y producción de patatas y un taller de confección. A pesar de la distancia los labradores acuden a menudo al mercado de Solsona. Cuando a alojamiento se dispone de varias residencias casa de labrador.

### Ganadería
RESES: en 1999 había:
- Vacuno: 1370
- Ovino: 3094
- Caprino: 445
- Porcino: 3181
- Avícola: 518
- Conejas madre: 635
- Equino: 22

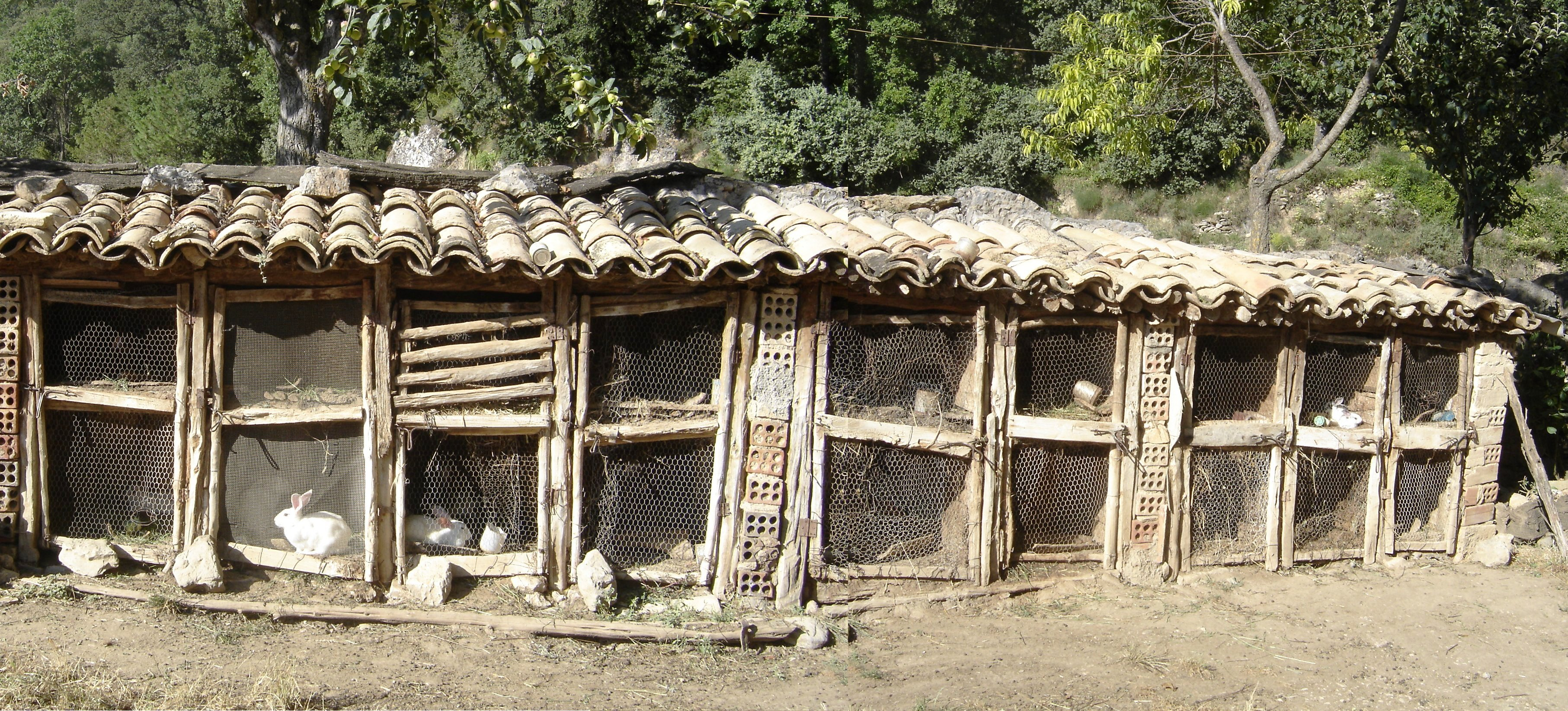
Conejeras.

Además de estas ramas de la ganadería clásica, actualmente al municipio ha instalado el centro de reproducción y cría de halcones destinados a la cetrería más grande del mundo: El Roc Falcon.

### Población activa
De las 122 personas que configuraban la población activa de Odèn en 2001 (100 el 1996), 44 trabajaban al municipio y 78 se desplazaban a trabajar fuera del municipio. En el municipio había 55 puestos de trabajo. 44 eran ocupados por residentes y los 11 restantes venían a trabajar desde otro municipio.

## Monumentos y lugares de interés
- Castillo de Cambrils.
- Castillo de Odén. Declarado bien de interés cultural desde el 8 de noviembre de 1988.[5]
- Iglesia de Santa Cecilia.
- Castillo de Cambrils. Declarado bien de interés cultural desde el 8 de noviembre de 1988.[6]

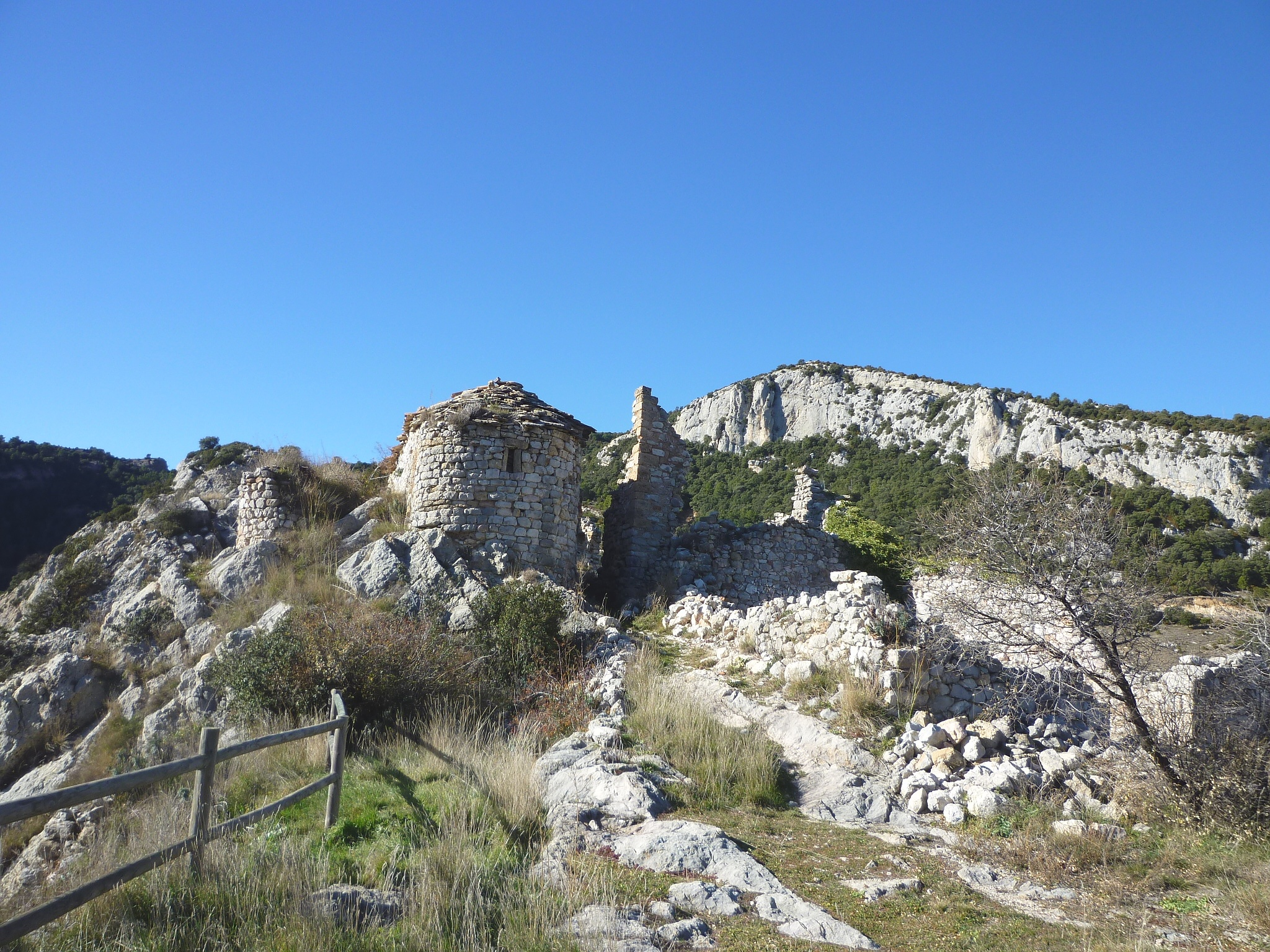
Restos y ruinas del antiguo castillo de Cambrils.